# Броды (Старицкий район)
Броды — деревня в Старицком районе Тверской области, входит в состав сельского поселения «Паньково». 

## География
Деревня расположена близ левого берега Волги в 29 км на северо-восток от центра поселения деревни Паньково и в 43 км на северо-восток от города Старица. 

## История
Село Брод впервые упоминается в 1317 в договоре тверского князя Михаила Ярославича, московского князя Юрия Даниловича и новгородцев "у брода на Волге". По тверской писцовой книге (1539) и меновой грамоте Ивана Грозного и Старицкого князя Владимира Андреевича Брод - дворцовое (княжеское) село. По Генеральному межеванию 1777 года Броды с пустошами принадлежали помещикам П.И. Кирилову и И.Ф. Талызину, в селе церковь Пресвятой Богородицы. 
По данным клировых ведомостей Старицкого уезда за 1828 год в селе Брод значилась деревянная церковь во имя Знамения Божия Матери на каменном фундаменте, построенная в 1771 году. Каменная Знаменская Церковь была построена в 1883 году и имела 5 престолов: в холодной три: средний Знамения Божией Матери, левый Святого Великомученика Пантелимона, правый Святых мучеников Флора и Лавра, в теплой два: правый Святых праведных Симеона Богоприимца и Анны Пророчецы, левый Святителя Петра Митрополита. 
В конце XIX — начале XX века село входило в состав Тредубской волости Старицкого уезда Тверской губернии. В 1886 году в деревне было 30 дворов, земское училище, ветряная мельница, 2 кузницы, красильня, ведерная, чайная и 2 мелочных лавки; промыслы: торговля, подбойщики сапог, обслуживание пароходов (матросы, шкиперы, грузчики). 
С 1929 года деревня являлась центром Бродского сельсовета Емельяновского района Ржевского округа Западной области, с 1935 года — в составе Калининской области, с 1956 года — в составе Старицкого района, с 1994 года — центр Бродского сельского округа, с 2005 года — в составе Васильевского сельского поселения, с 2012 года — в составе сельского поселения «Паньково».
В годы Советской власти в деревне располагалось правление колхоза «Чайка».
До 2006 года в деревне действовала Бродовская основная общеобразовательная школа.

## Население
| 1859 | 1886 | 1997 | 2002 | 2010 |
| ---- | ---- | ---- | ---- | ---- |
| 198  | ↘192 | ↘134 | ↘113 | ↘100 |

## Инфраструктура
В деревне имеются фельдшерско-акушерский пункт, отделение почтовой связи.

## Достопримечательности
В деревне расположена действующая Церковь иконы Божией Матери "Знамение" (1883).